# Launaea cervicornis
Launaea cervicornis es una especie de planta arbustiva del género Launaea de la familia Asteraceae. Es endémica de las Islas Baleares. Se encuentra en roquedos costeros de Dragonera, Mallorca y Menorca, donde forma comunidades. Conocida en catalán como gatovell, gatell (Mallorca), eriçó o socarrell, es una mata baja, espinosa y compacta de aspecto redondeado de entre 5 y 20 cm de altura. Florece entre abril y mayo y es sencillo diferenciarla de otras especies del género por sus capítulos amarillos.